# Biserica de lemn din Etulia
Biserica de lemn din Etulia este o biserică amplasată în Etulia, Găgăuzia, Republica Moldova. Este un monument arhitectural de importanță națională inclus în Registrul monumentelor Republicii Moldova ocrotite de stat cu nr. 397 (raionul Vulcănești). Datează din sec. XVIII.